# Code Cornwallis
 (août 2024).
Si vous disposez d'ouvrages ou d'articles de référence ou si vous connaissez des sites web de qualité traitant du thème abordé ici, merci de compléter l'article en donnant les références utiles à sa vérifiabilité et en les liant à la section « Notes et références ».
Le Code Cornwallis, adopté en 1793, représente une compilation significative de législations mises en œuvre par la Compagnie des Indes orientales dans le but de renforcer l'efficacité administrative de ses territoires en Inde. Ces réformes ont été conduites sous l'égide de Charles Cornwallis, marquis et gouverneur du Bengale de 1786 jusqu'à 1793, qui a joué un rôle clé dans la conception et l'implémentation de ces mesures juridiques visant à structurer l'administration et la collecte des revenus de manière plus ordonnée et équitable.

## Le code contient
Le code comportait des dispositions cruciales pour le maintien de l'ordre ainsi que pour l'administration judiciaire et civile. Sa clause la plus emblématique était la **colonie permanente** (ou système zamindari), qui instaurait un mécanisme de collecte des revenus perdurant jusqu'au XXe siècle. Initialement appliqué au Bengale, ce système fut étendu à l'ensemble du nord de l'Inde à la suite de l'adoption d'une série de règlements le 1er mai 1793. Ceux-ci ont constitué la base sur laquelle le gouvernement de l'Inde britannique s'est appuyé jusqu'à l'adoption de l'Acte de Charte de 1833.
Le dispositif réglementaire, établi par ledit règlement, organisait la structuration du personnel de la Compagnie des Indes orientales en trois branches distinctes :
1. Revenu
2. Judiciaire
3. Commercial.

Le commerce privé était interdit aux membres des deux premières branches et ils bénéficiaient en compensation d'une nouvelle échelle de salaires généreuse. L'évaluation des revenus fonciers, principale source de revenus, était fixée de manière permanente auprès des zamindars, ou collecteurs de revenus héréditaires. Ces Indiens, à condition qu'ils s'acquittassent ponctuellement de leurs impôts fonciers, étaient reconnus comme propriétaires terriens. Toutefois, ils étaient privés des fonctions de magistrature et de police, celles-ci étant assumées par une force de police gouvernementale nouvellement organisée.
Cette « colonie permanente » a permis de créer une classe de propriétaires terriens indiens favorables à l'autorité britannique. L'administration locale était confiée aux collecteurs de revenus des districts. Le système judiciaire fut réorganisé : des juges de district, dotés de pouvoirs de magistrature, étaient responsables devant des tribunaux provinciaux pour les affaires civiles et devant des cours d’assises pour les affaires pénales. Le droit appliqué était celui du droit personnel hindou et musulman, ainsi qu’un code pénal musulman modifié. Les postes de haut rang étaient réservés aux Britanniques, privant ainsi les Indiens de tout office responsable.
Dans son ensemble, le système a apporté une stabilité sociale et politique au Bengale, mais au prix de la négligence des droits des petits propriétaires terriens et des sous-locataires, ainsi que de l'exclusion des Indiens de toute participation responsable dans l'administration.